# El cafetal (zarzuela)
El cafetal es una zarzuela cubana, cuya música fue compuesta por Ernesto Lecuona. El libreto es obra de Gustavo Sánchez Galarraga. Se estrenó en 1930 en el Teatro Payret de La Habana. 

## Argumento
La acción transcurre en una plantación de café cerca de La Habana.
La boda por poderes de la hija del dueño de la plantación se convierte en un drama cuando un esclavo casado se enamora locamente de ella. Su esposa África se verá impotente para detener la tragedia.

### Personajes
- África: la esclava protagonista (soprano)
- Lázaro: su marido (barítono)
- Niño Alberto: prometido de la hija del dueño (barítono)
- Don José: dueño de la plantación (tenor)
- Niña Flor: la hija del dueño del cafetal (soprano)